# کرانیدی
کرانیدی (به لاتین: Kranidi) یک شهرک در یونان است که در Ermionida Municipality واقع شده‌است.